# Otto Sauter
Otto Sauter (Tengen, del distrito de Constanza, 23 de junio de 1961) es un solista de trompeta alemán especializado en el piccolo de esa familia instrumental y en la música barroca.
Recibió sus primeras clases de trompeta con tan sólo 4 años de edad. A los 16, continuó sus estudios musicales con Claude Rippas, en el Conservatorio de Winterthur (Suiza), donde obtuvo el título profesional en 1984 y el de solista en 1985. Amplió estudios en Suecia con Bo Nilsson y en París con Pierre Thibaud. 
Todos los años invita a artistas internacionales como Montserrat Caballé y Bobby McFerrin a dar un concierto conjunto para la Fundación Otto Sauter (Otto-Sauter-Hilfsfond (enlace roto disponible en Internet Archive; véase el historial, la primera versión y la última). (enlace roto disponible en Internet Archive; véase el historial, la primera versión y la última).) en Singen, en el distrito de Constanza, cercano al lago. 

## Cronología
Desde 1988 hasta 1998, Otto Sauter fue primer trompetista de la Orquesta Filarmónica de Bremen (Bremer Philharmoniker o Bremer Philharmonischen Staatsorchester).
En 1991  formó el grupo Ten of the Best (Diez de los mejores), con un instrumentario de diez trompetas, piano, contrabajo y percusión. En el mismo año, fundó el Festival Internacional de Trompeta de Bremen (Internationalen Trompetentage Bremen), del que es director artístico. El festival ha ofrecido conciertos en los que han participado Montserrat Caballé, Maurice André y Ray Charles, entre otros.
En 1994, Otto Sauter fundó la Academia Internacional de Trompeta de Bremen (Internationale Trompeten-Akademie Bremen), destinada al aprendizaje de los jóvenes trompetistas de mayor talento en el ámbito internacional.
En 1995 fue nombrado profesor invitado de la Escuela de Música Toho Gakuen (桐朋学園大学 Tōhō Gakuen Daigaku) de Tokio y de la Universidad Metropolitana de Santiago de Chile. En ese mismo año, actuó junto a la Filarmónica de Londres en el Palacio de St. James, en presencia del príncipe Carlos. 
Actuó en 1998 con ocasión de la inauguración de la Sociedad Alemana para la Restauración del Tesoro Artístico del Vaticano (Deutschen Gesellschaft zur Restaurierung der vatikanischen Kunstschätze).
Desde 1999 tiene un contrato en exclusiva con el sello EMI Classics.
En el 2000 actuó con la Philharmonia Hungarica para el Papa Juan Pablo II en la Plaza de San Pedro, durante la Festa Musica Pro Mundo VNO.
En el 2001 tocó con la Orquesta Sinfónica Nacional de China (中国交响乐团; pinyin: Zhōngguó Jiāoxiǎng Yuètuán), dirigida por Muhai Tang, en la Ciudad Prohibida de Pekín. Ese mismo año, tocó en la inauguración del Veltins-Arena con su grupo Ten of the Best.  
Con EMI Classics hizo una serie de conciertos y grabaciones presentados como estrenos mundiales. Son unas 600 piezas de cuya interpretación en los últimos dos siglos y medio no se tenía constancia: algunas de ellas son del Barroco; y otras, del Clasicismo Temprano. Para esa compañía, grabó la serie World of Baroque (El mundo del Barroco): son obras de Alessandro Scarlatti, Georg Reuter y Johann Melchior Molter, entre otros compositores.
Del repertorio para su instrumento, además de trabajar parte del que corresponde al período barroco, Otto Sauter ha ampliado el actual interpretando obras del suizo Julien-François Zbinden, del alemán Harald Genzmer y del neerlandés Jan Koetsier.
En el 2003, con motivo del 50.º aniversario de la UNICEF en Alemania, dio una serie de conciertos en iglesias y catedrales de ese país, y llevó a cabo la ceremonia de apertura del Festival de Schafhof (Schafhof-Festival) para la misma organización, con Ann-Kathrin Linsenhoff, vicepresidente de ella. 
En el 2004 inauguró el Festival de Wartburg en Alemania. Ese mismo año, estrenó tres piezas del compositor eslovaco Juraj Filas: el Concierto para trompeta piccolo y orquesta y Appasionate para trompeta piccolo y órgano en el Festival Beethoven de Bonn (Beethoven Fest Bonno Festspielhaus Beethoven).
En el 2005 inauguró el festival coral e instrumental Música Sacra en Roma (Musica Sacra a Roma) (enlace roto disponible en Internet Archive; véase el historial, la primera versión y la última). en Roma y en el Vaticano con la financiación del cardenal Paul Poupard.
Otra iniciativa destacada fue un concierto en gira por varias ciudades con su grupo Ten of the Best durante el campeonato mundial de fútbol organizado por la FIFA en 2006. 
En el año 2006, con motivo del 250º aniversario del nacimiento de Mozart, puso en marcha el proyecto Little Amadeus & Friends Aktionstag (Jornadas Internacionales del Pequeño Amadeus y sus Amigos)  para escuelas alemanas de primaria. Con los auspicios de la Sociedad Mozartiana Alemana (Deutsche Mozart-Gesellschaft, DMG), trata de familiarizar a los niños con la música clásica de un modo divertido. Asumió en el 2007 la dirección artística del proyecto, y se dieron unos 70 conciertos en Alemania, Austria y Suiza con la colaboración de la serie de dibujos animados del mismo nombre (El pequeño Amadeus: las aventuras del niño Mozart / Little Amadeus – Die Abenteuer des jungen Mozart) y de su productor, Peter Will, del canal infantil y juvenil KI.KA (Kinder Kanal), de ARD y de ZDF. La serie obtuvo el premio ECHO Klassik infantil.
En el 2008 presentó con la Filarmónica de Berlín el Concierto para trompeta piccolo y orquesta sinfónica que había escrito para él el compositor griego Mikis Theodorakis y había arreglado el húngaro Róbert Gulya. Se ejecutó en las salas filarmónicas de Berlín y Colonia, dirigido por Gert Hof.
Además de su trabajo como solista, Otto Sauter se presenta con su agrupación instrumental Ten of the Best (Diez de los Mejores), la que fundó en 1991 y reúne a diez de los mejores trompetistas actuales.

## Relación de algunas orquestas y algunos artistas con los que ha trabajado
- Mario Adorf

- Daniel Barenboim

- Elena Bashkirova

- Montserrat Caballé

- Capella Istropolitana.

- José Carreras

- Edita Gruberová

- Jochen Kowalski

- Bobby McFerrin

- Zubin Mehta

- Michael Mendl

- Dominic Miller

- Nueva Escuela Musical de Bach (Neues Bachisches Collegium Musicum), de Leipzig

- Orquesta Beethoven de Bonn (Beethoven Orchester Bonn)

- Orquesta de Cámara de Múnich (Münchener Kammerorchester)

- Orquesta de Cámara de Viena (Wiener Kammerorchester).

- Orquesta Filarmónica Checa

- Orquesta Sinfónica de Malmö (Malmö Symfoniorkester)

- Orquesta Sinfónica de la Radio de Praga (Symfonický orchestr Ceského rozhlasu)

- Christoph Poppen

- Ivo Pogorelić

- Sinfonía Varsovia

- Muhai Tang

- Mikis Theodorakis

- Marcello Viotti

- Gösta Winbergh

## Discografía
- Rendez-Vous Royal I. Otto Sauter: trompeta piccolo solista. Christian Schmitt: órgano.

- Rendez-Vous Royal II. World Premiere Recordings. Otto Sauter: trompeta piccolo solista. Christian Schmitt: órgano. Franz Wagnermeyer: segunda trompeta.

- DVD Telemann CD Box. Castillo de Schwetzingen. Otto Sauter: trompeta piccolo solista. Orquesta de Cámara del Palatinado Electoral (Kurpfälzisches Kammerorchester). Dir.: Nicol Matt.

- Die Trompete in Salzburg (La trompeta en Salzburgo). CD 1/2. Otto Sauter: trompeta piccolo solista. Franz Wagnermeyer: segunda trompeta. Capella Istropolitana. Dir.: Nicol Matt. Brilliant Classics.

- Die Trompete in Wien (La trompeta en Viena). CD 1/2. Otto Sauter: trompeta piccolo solista. Franz Wagnermeyer: segunda trompeta. Capella Istropolitana. Dir.: Nicol Matt. Brilliant Classics.

- Johann Melchior Molter (ca. 1695 - 1765). Trumpet Concertos Complete  (Integral de los conciertos para trompeta de Johann Melchior Molter). Caja con 2 CD. Otto Sauter: trompeta piccolo solista. Franz Wagnermeyer: segunda trompeta. Capella Istropolitana. Dir.: Nicol Matt. Brilliant Classics.

- The complete works for trumpet and orchestra of Georg Philipp Telemann (1681 - 1767) (Integral de los conciertos para trompeta de Georg Philipp Telemann). Caja con 4 CD. Otto Sauter: trompeta piccolo solista. Franz Wagnermeyer: segunda trompeta. Capella Istropolitana. Dir.: Nicol Matt. Brilliant Classics.

- World of Baroque I (El mundo el Barroco. I). Otto Sauter: trompeta piccolo solista. Cappella Istropolitana. Dir.: Volker Schmidt-Gertenbach. EMI Classics.

- World of Baroque II (El mundo el Barroco. II). Otto Sauter: trompeta piccolo solista. Cappella Istropolitana. Dir.: Volker Schmidt-Gertenbach. EMI Classics.

- World of Baroque III (El mundo el Barroco. III). Otto Sauter: trompeta piccolo solista. David Timm: órgano. EMI Classics.

- World of Baroque IV (El mundo el Barroco. IV). Otto Sauter: trompeta piccolo solista. David Timm: órgano. EMI Classics.

- World of Baroque V (El mundo el Barroco. V). Otto Sauter: trompeta piccolo solista. Maki Mori: soprano. Orquesta Estatal de Halle (Philharmonisches Staatsorchester Halle, o Staatskapelle Halle). Dir.: Marcus R. Bosch. EMI Classics.

- Contrasts for trumpets (Contraste de trompetas). Anthony Plog, Otto Sauter, Bo Nilsson, Urban Agnas, Claes Stroemblad. Dir.: Howard Snell.

- Ten of the Best & Friends; con Dominic Miller (guitarrista de Sting) , Mike Lindup (teclista de Level 42 desde el 2006), Rhani Krija (percusionista de Sting).

- Playtime Live - Pop Classics (Divertimento en vivo: clásicos del pop). Otto Sauter con Ten of the Best y la Orquesta Sinfónica de Nuremberg (Nürnberger Symphoniker). Dir.: István Dénés.

- Ten of the Best - Live in Concert. Otto Sauter y Ten of the Best.

- Christmas Melodies (Melodías de navidad). Otto Sauter y Ten of the Best. EMI Classics.